# Gueorgui Ansímov
Gueorgui Ansímov (en ruso: Гео́ргий Па́влович Анси́мов, Ládozhskaya, Unión Soviética, 1922-2015), director teatral de óperas y operetas soviético y ruso. Artista del pueblo de la URSS.

## Biografía
Nació el 3 de julio de 1922 en la stanitsa Ládozhskaya (entonces otdel de Ekaterinodar del óblast de Kubán-Mar Negro de la Unión Soviética) en la familia del protoiereo Pável Gueórguievich Ansímov y el ama de casa Nadiozhda Viavheslavovna Solertinski. Tras el cierre de la iglesia de su padre, se trasladó con su familia a Moscú, donde su padre sería arrestado y fusilado en 1937. Empezó entonces a trabajar en una fábrica. En 1940 entró en la Academia Rusa de Artes Teatrales (GITIS). Durante la Gran Guerra Patria fue asignado a una brigada de conciertos en el frente. Finalizó sus estudios en la Academia en 1947. Entre 1955 y 1964 fue director de ópera del Teatro Bolshói y entre 1964 y 1975 director de opereta del Teatro Académico Estatal Opereta de Moscú. En 1971 entra de nuevo en la Academia de Artes Teatrales, siendo nombrado profesor en 1974. En 1980 volvió al Bolshói, donde trabaja como director.

## Condecoraciones
- Artista del pueblo de RSFSR (1973).
- Artista del pueblo de la URSS (1986).
- Premio estatal de la República Socialista de Checoslovaquia "Klement Gottwald" (1971).

## Teatro

### Bolshói
- 1962: Rusalka
- 1988: El gallo de oro
- 1997: Iolanta

### Opereta de Moscú
- 1965: Orfeo en los infiernos
- 1965: West Side Story
- 1966: Devushka s golubymi glazam
- 1967: Konkurs krasoty
- 1967: Bélaya noch
- 1968: V ritme serdtsa
- 1969: Fialka Montmatra
- 1970: Moskva-París-Moskva
- 1970: Net menia schastliveye
- 1971: Devichi Perepoloj
- 1973: Zolotye kliuchi
- 1973: Pesnia dlia tebia
- 1974: El murciélago
- 1975: Triumfalnaya arka

## Cine
- 1984: Vesiólaya vdova

## Libros
- Uroki otsa ("Las lecciones del padre"), Editorial del Patriarcado de Moscú, 2005.[3]
- Labirinti muzykalnogo teatra XX v. v Moskva ("Los laberintos del teatro musical del siglo XX en Moscú"), Academia Rusa de Artes Teatrales, 2006